# Кёчах-Маутен
Кёчах-Маутен (нем. Kötschach-Mauthen, словен. Koče-Muta) — ярмарочная коммуна (нем. Marktgemeinde) в Австрии, в федеральной земле Каринтия.
Входит в состав округа Хермагор. Население составляет 3539 человек (на 31 декабря 2005 года). Занимает площадь 154,48 км². Официальный код — 2 03 07.

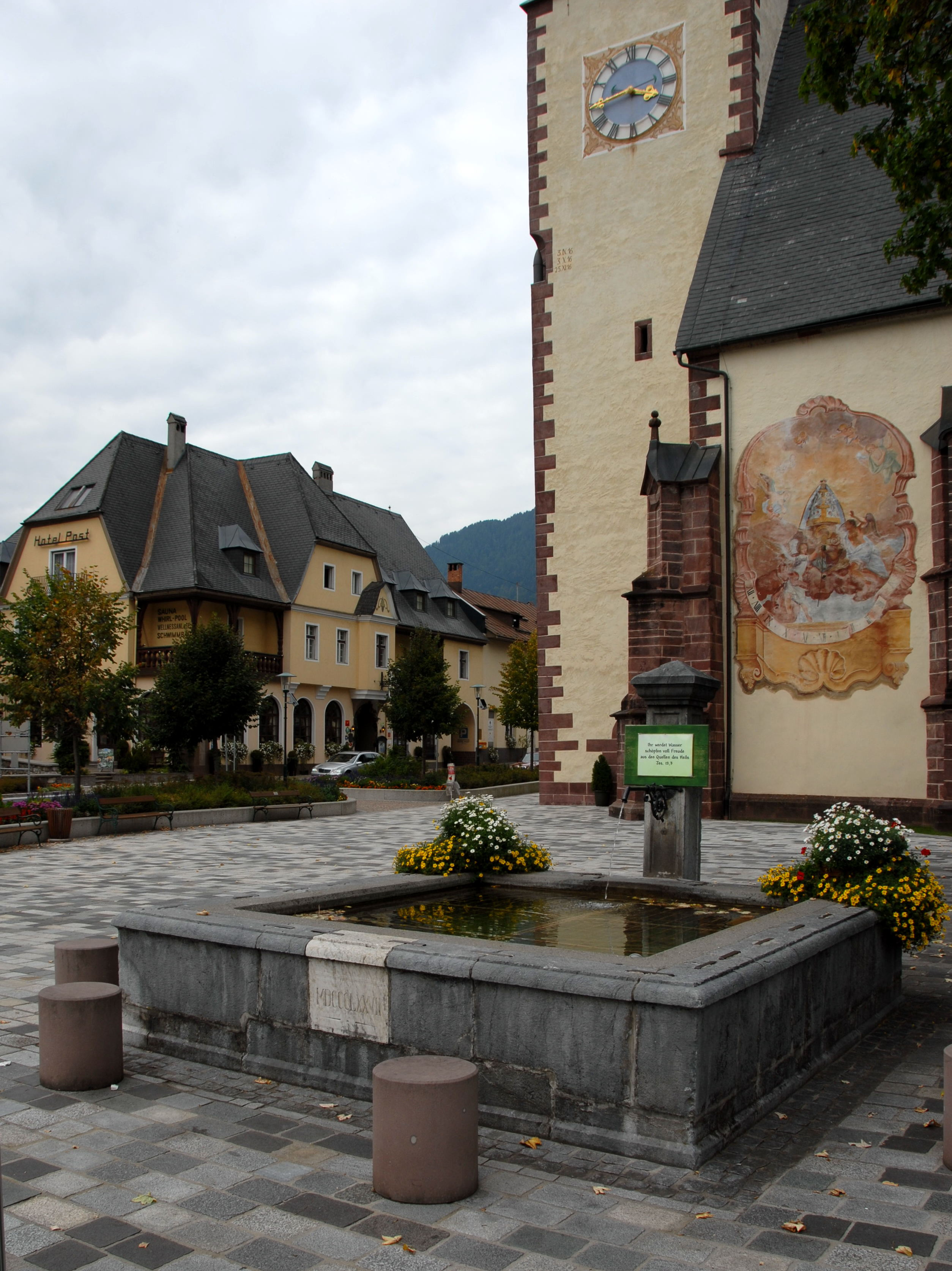
Кёчах-Маутен

## Политическая ситуация
Бургомистр коммуны — Вальтер Хартлиб (СДПА) по результатам выборов 2003 года.
Совет представителей коммуны (нем. Gemeinderat) состоит из 23 мест.
- СДПА занимает 12 мест.
- АНП занимает 6 мест.
- АПС занимает 3 места.
- Партия NL Thurner занимает 2 места.